# Tapioca

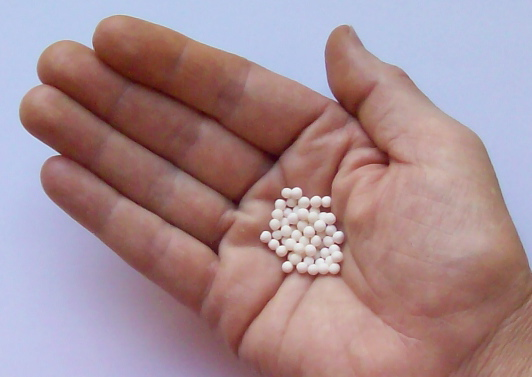
Perle di tapioca

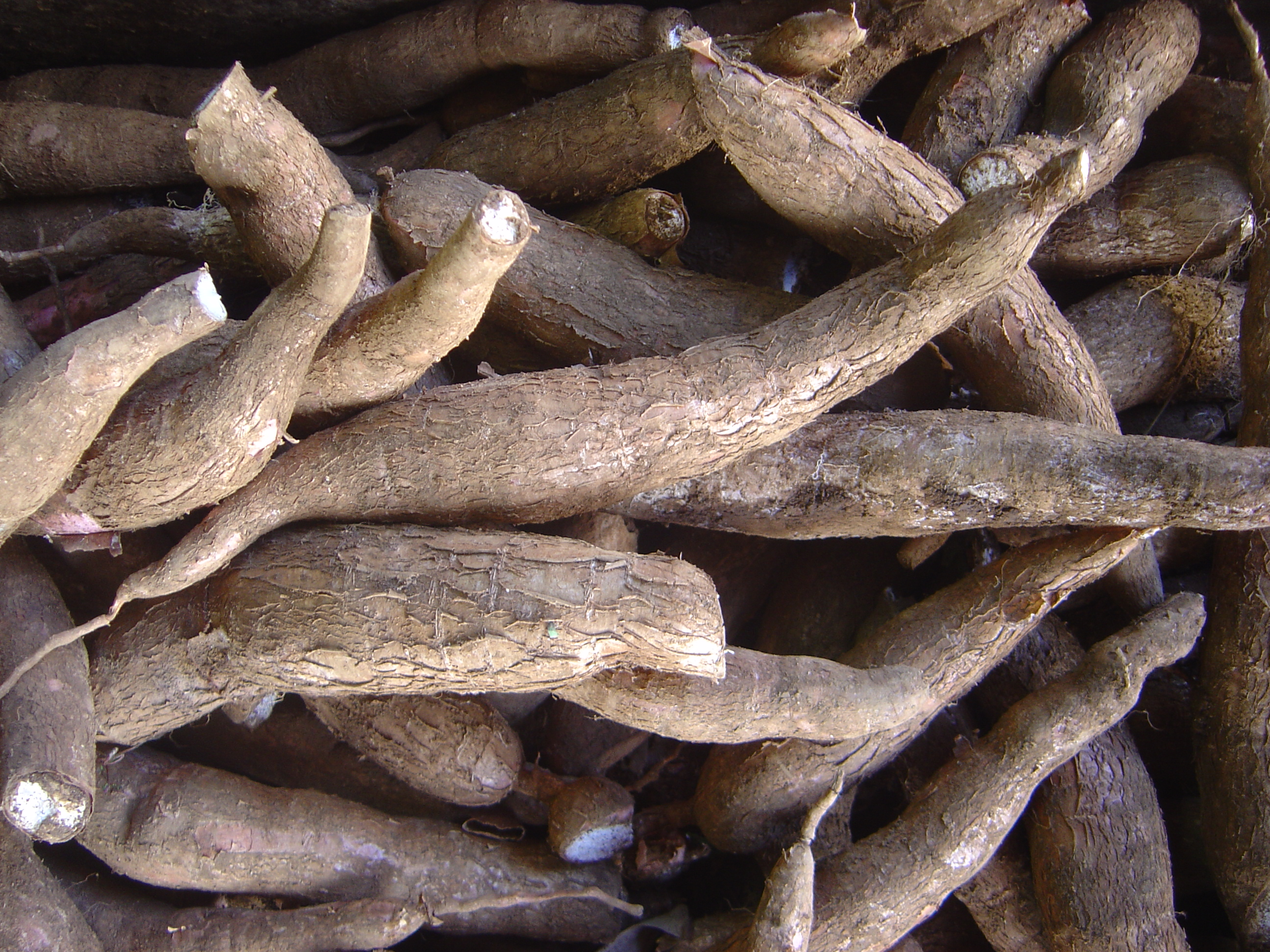
Radici di manioca (cassava)

La tapioca è un prodotto amidaceo derivato dalla radice della manioca, una pianta originaria dell'America del Sud e coltivata nella zona tropicale anche dell'Africa e dell'Asia. Tradizionalmente prodotta nelle casas de farinha.
La tapioca viene usata molto in Giappone dove la maggior parte delle torte o dei cibi locali contiene appunto la tapioca sotto forma di farina o direttamente con la sua forma a radice.

## Descrizione e uso
La tapioca è simile alla farina estratta dai cereali. Si presenta sotto forma di piccole sferette dal colore bianco: una volta cotte, le sfere diventano trasparenti, assumendo una consistenza gelatinosa. Spesso concorre alla preparazione di farine precotte per l'alimentazione dei bambini in fase di svezzamento in quanto ha proprietà nutritive simili al latte.
La cosiddetta "ciba di tapioca" è l'ingrediente principale delle nuvole di drago.
Ad oggi la tapioca è utilizzata anche nel bubble tea  come variante principale delle bolle.
Alcune aziende cosmetiche usano la tapioca come ingrediente nei prodotti cosmetici.

## Avvertenze
La pianta di manioca (cassava) ha rami rossi o verdi con fusto che a volte può essere anche bluastro. Le radici della variante con rami verdi - che raramente sono vendute fuori dai mercati locali - richiedono un trattamento per eliminare la linamarina, un glicoside cianogenico che si trova normalmente nella pianta, che può trasformarsi in cianuro. Il konzo (chiamato anche mantakassa) è una malattia paralizzante associata all'assunzione quasi esclusiva per varie settimane di prodotti della cassava non preventivamente trattati in modo opportuno.
Le radici ammesse al commercio nell'Unione europea non provengono dalle varietà potenzialmente pericolose.